# Genesis G70
La Genesis G70 (in coreano: 제네시스 G70) è un'autovettura prodotta dalla casa automobilistica coreana Genesis Motor a partire dal 2017.

## Caratteristiche

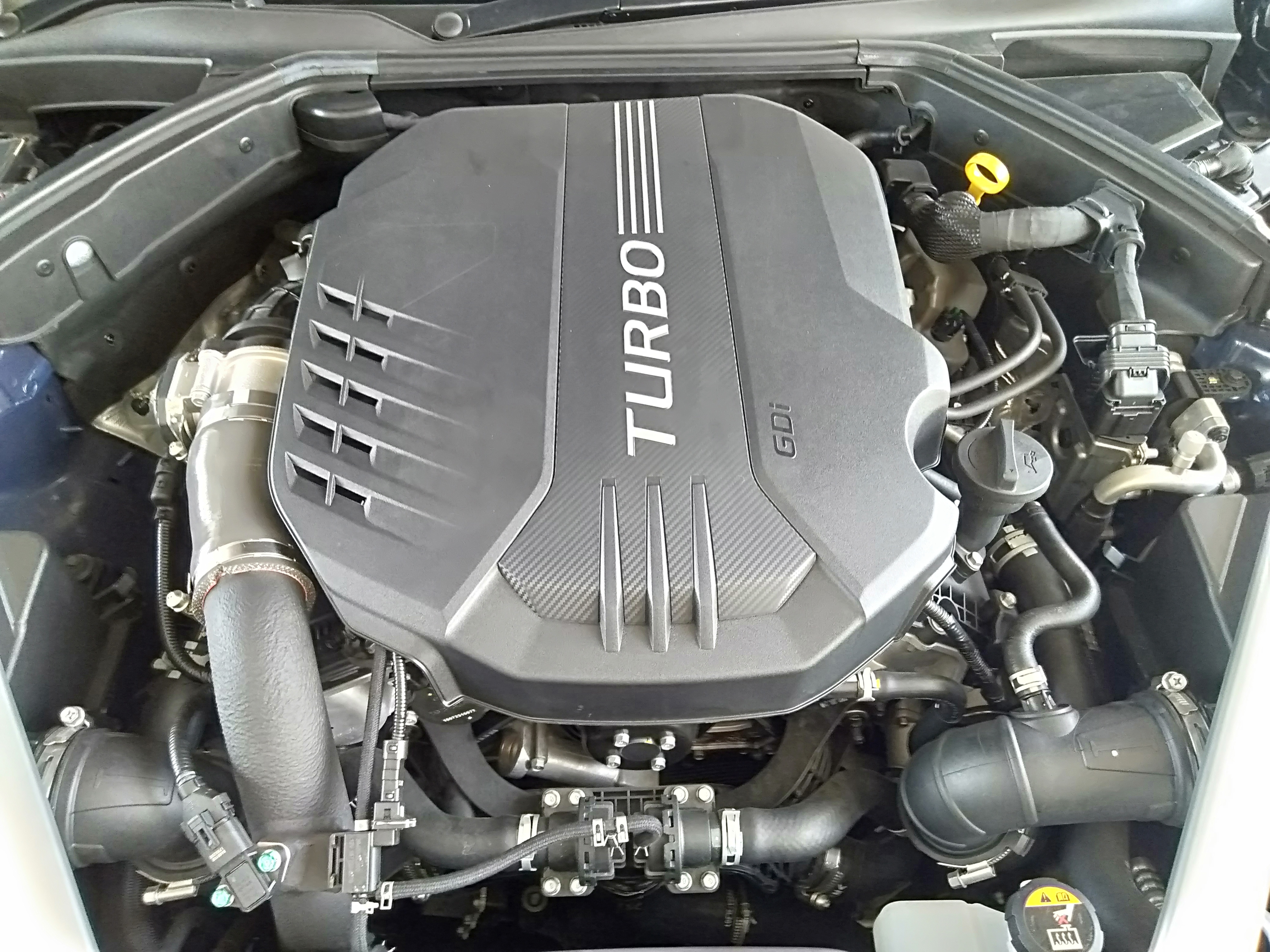
Vista del motore biturbo da 3,3 litri

Realizzata sulla base della Kia Stinger, è una berlina media a quattro porte e tre volumi. La G70 è il terzo modello della Genesis Motor.
La Genesis G70 è stata in fase di sviluppo per diversi anni ed è stata presentata in anteprima sotto forma di concept car al New York International Auto Show 2016. Ha debuttato ufficialmente il 15 settembre 2017 ad un evento svoltosi al Seoul Olympic Park. 
Il design è stato realizzato dal tedesco Peter Schreyer, che è anche responsabile della progettazione della Kia Stinger. La G70 è stata sviluppata e progettata presso il centro di ricerca e sviluppo di Hyundai a Namyang, in Corea del Sud.
Il design esterno condivide gli stessi stilemi delle altri modello Genesis. La griglia anteriore presenta un design trapezoidale, con delle prese d'aria situate lungo il lato inferiore e laterale del paraurti. I fari sono a matrice di LED.

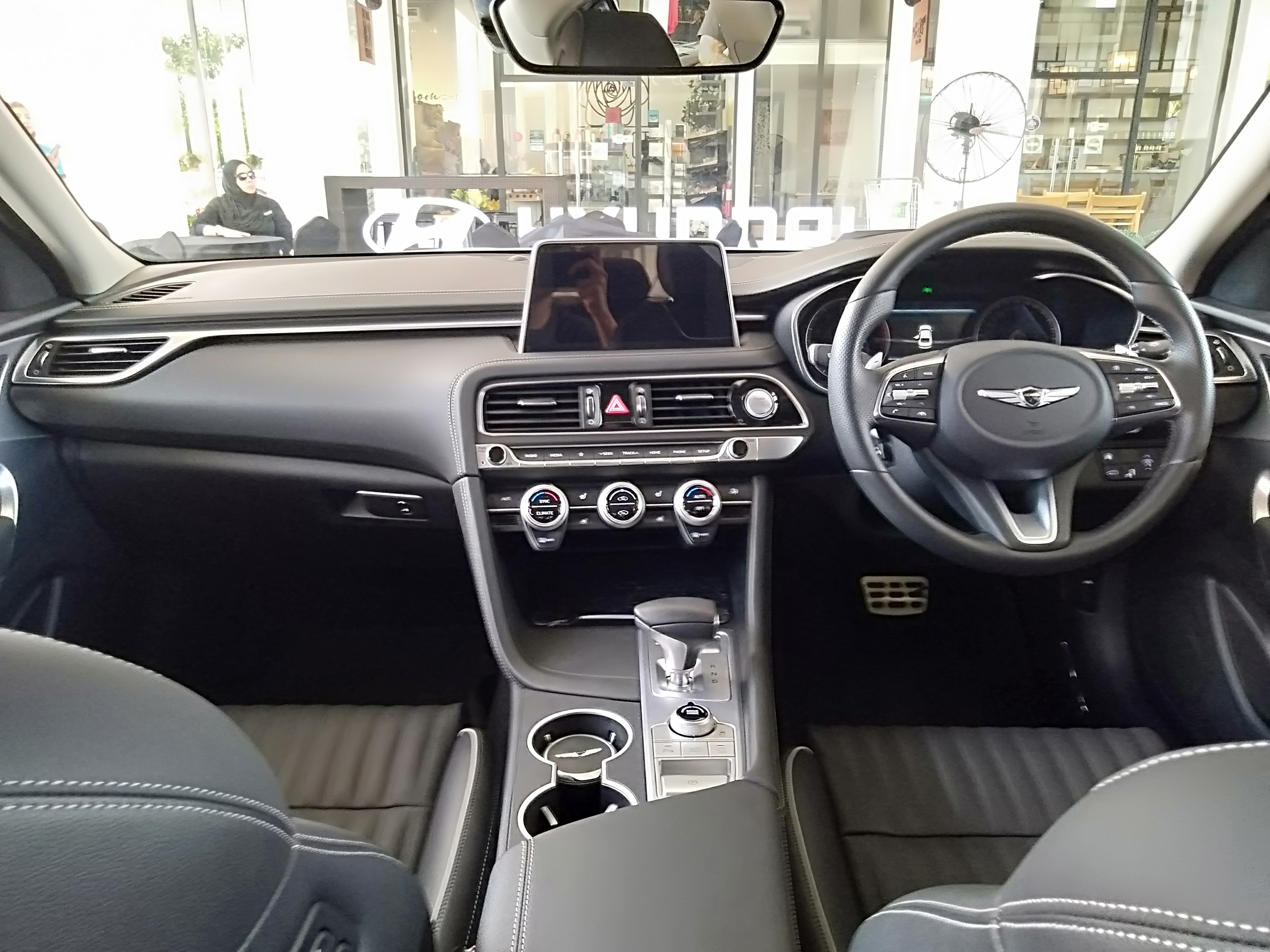
L'interno

All'interno, la consolle centrale è leggermente inclinata verso il guidatore ed è composta da materiali plastici soft-touch, rifiniture in pelle e dettagli in metallo. Essa ospita le tre grandi manopole per il climatizzatore, un display touchscreen da 8 pollici per l'impianto multimediale e una piccola leva del cambio per il cambio automatico. Il sistema audio realizzato dalla Lexicon è dotato di 15 altoparlanti e sul cruscotto è presente anche un head-up display.
La Genesis G70 viene offerta con un motore a quattro cilindri turbo da 2,0 litri con 252 CV (188 kW), un motore V6 biturbo da 3,3 litri con 365 CV (272 kW) e una coppia 510 N⋅m e un motore turbo-diesel a quattro cilindri da 2,2 litri con 199 CV (148 kW) e una coppia di 441 N⋅m. Con il motore più potente, l'accelerazione da 0 a 100 km/h richiede 4,7 secondi. La trasmissione è automatica a 8 oppure manuale a 6 rapporti, quest'ultimo disponibile solo sul motore benzina 2,0 litri. Lo schema tecnico è costituito dal motore anteriore/longitudinale e la trazione posteriore con in opzione la trazione integrale.

## Restyling 2020

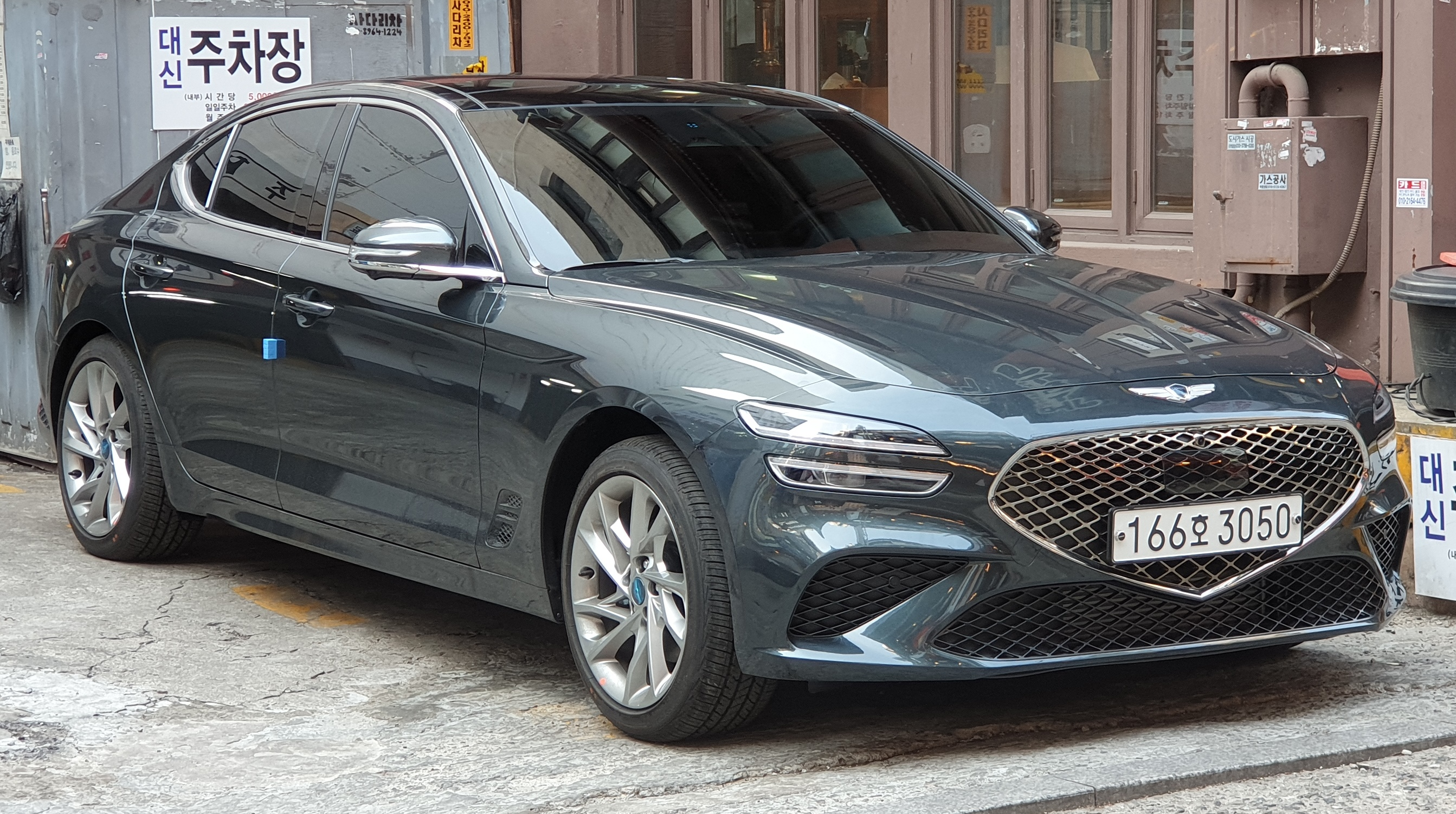
Restyling 2020

L'8 settembre 2020 la Genesis ha annunciato il restyling della vettura, che è stato messo in vendita in Corea del Sud il 20 ottobre 2020. L'aggiornamento piuttosto corposo introduce nuovi elementi di design che hanno esordito sulla Genesis GV80 e la G80, che include: un frontale totalmente ridisegnato e riprogettato che incorpora un nuovo paraurti anteriore e fari, la griglia dalla forma diamantata/esagonale e un posteriore che ingloba inediti paraurti posteriore e fanali; nel dettaglio quest'ultimi sono dotati sia davanti che dietro di tecnologia LED con il caratterizzati da un disegno a doppia striscia orizzontale. 

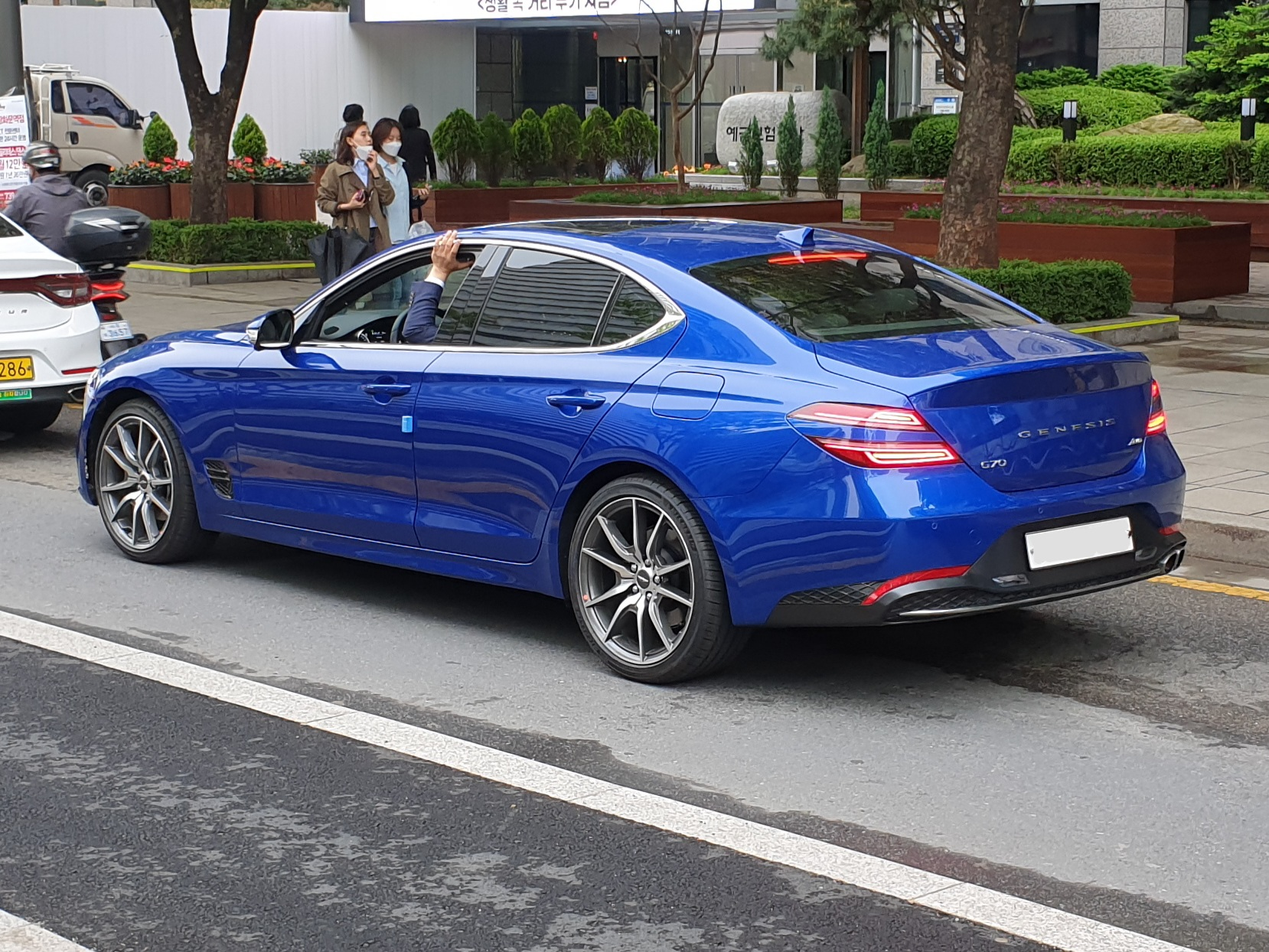
Retro

Le modifiche all'interno si concentrano nella zona della console centrale con uno schermo dell'infotainment da 10,25 pollici con funzionalità Android Auto e Apple CarPlay.

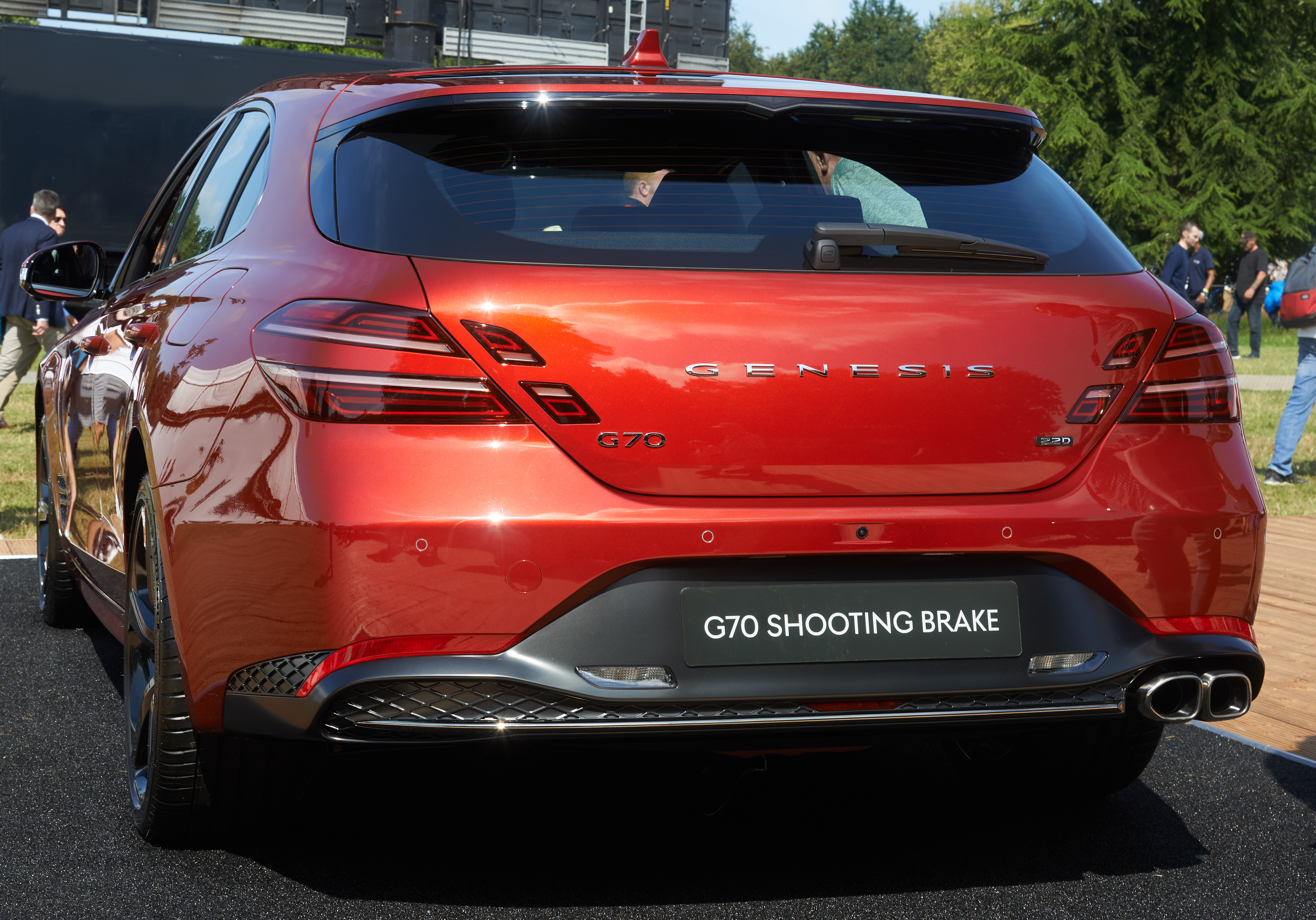
G70 Shooting Brake

Le prime immagini della G70 Shooting Brake sono state diffuse il 12 maggio 2021. La Genesis ha introdotto una versione station wagon della G70 progettata specificamente per il mercato europeo chiamata Shooting Brake. La parte posteriore è quella che ha subito le maggiori modifiche, con il tetto che è più lungo e leggermente inclinato dotato del classico portellone. Lo spazio del bagagliaio è leggermente più grande rispetto alla berlina. L'interno rimane lo stesso della berlina G70.

## Riconoscimenti
- Motor Trend Car of the Year 2019[11]
- North American Car of the Year al Detroit Auto Show 2019[12]